# Пасивна револуција
Пасивна револуција је трансформација политичких и институционалних структура без снажних друштвених процеса које владајуће класе спроводе ради сопственог самоодржања. Израз је сковао марксистички политичар и филозоф Антонио Грамши у међуратном периоду у Италији.

## Грамшијева употреба израза
Пасивна револуција описује постепену, али континуирану реорганизацију државе и економије у циљу очувања моћи елите укључивањем или неутралисањем моћи супарничких група трансформишући их у партнере, све то без превазилажења темељних друштвених контрадикција. Грамши је тврдио да када нека друштвена група нема снаге да успостави хегемонију, она ће уместо тога изабрати пут где ће се њени интереси и захтеви „задовољавати у малим дозама, легално, на реформистички начин — на такав начин да је било могуће сачувати политичке и економске позиције старе владајуће класе.“ Овим се „избегава да широке народне масе прођу кроз период политичког искуства који се десио у Француској у годинама јакобинизма.“
Грамши користи термин „пасивна револуција“ у разним контекстима са мало другачијим значењима. Примарна употреба је да прикаже разлику пасивне трансформације буржоаског друштва у Италији 19. века и активног револуционарног процеса буржоазије у Француској. Док француски случај Грамши види као аутентичну револуцију вођену друштвеним силама, италијански случај је ‚вођен елитом‘; процес модернизације који није пореметио друштвене односе моћи у Италији, већ га је модернизовао у име елитних класа како би осигурали свој положај. Описана промена није нагла, већ спора и постепена метаморфоза која може трајати годинама или генерацијама.
Поред упоређивања Француске револуције и италијанског случаја, Грамши такође повезује италијански фашизам са појмом пасивне револуције.
Грамши је користио овај термин и за мутације структура капиталистичке економске производње које је препознао првенствено у развоју америчког фабричког система 1920-их и 1930-их година. Пасивну револуцију Грамши детаљно описује као елитни процес реструктурирања државе у Италији, али је такође коришћен као оквир за анализу других транзиција ка капиталистичкој модерности.

## Употреба након Грамшија
Пасивна револуција је описана цитатом принца Дона Фабриција Корбере од Салине у роману „Леопард“ писца Ђузепеа Томазија ди Лампедуза : „Све се мора променити да би све остало исто“.
Професор Јичинг Ву пише да су пост-Мао реформе у Кини биле пример пасивне револуције. Комунистичка партија Кине под вођством Денга Сјаопинга носила се са социоекономским проблемима кроз консолидацију своје моћи, користећи тржишне механизме и комодификацију да створи контролисане отворе како би „купила драгоцено време у односу на глобалну капиталистичку конкуренцију и домаће незадовољство народа.“ Кроз „пасивну револуцију“ реформи, партијски бирократи и интелектуалци створили су нову технократску елиту која је придобила подршку сеоских сељака који су желели личну контролу над земљом и градског становништва које је желело више потрошачких добара и виши животни стандард.

## Спољне повезнице
- The Antonio Gramsci Library